# Carlos Henrique Raimundo Rodrigues
Carlos Henrique Raimundo Rodrigues (født 24. december 1976) er en tidligere brasiliansk fodboldspiller.
Han har spillet for flere forskellige klubber i sin karriere, herunder Verdy Kawasaki.